# Park Seok-jin
Detta är ett koreanskt namn; familjenamnet är Park.
Park Seok-jin, född den 19 juli 1972, är en sydkoreansk före detta basebollspelare som tog brons för Sydkorea vid olympiska sommarspelen 2000 i Sydney.